# De Frachtwage
De Frachtwage (naar de steen in het midden van de voorgevel ook wel In de Frachtwage) is een rijksmonumentaal pand in de binnenstad van de Noord-Hollandse stad Hoorn, op de hoek van het West en de Wijdesteeg. Het pand staat sinds 16 november 1965 ingeschreven in het monumentenregister. Naast de grotendeels originele pui bevat het meerdere originele onderdelen.

## Geschiedenis
De eerste eigenaar van het pand was een vrachtvervoerder. Dit liet hij blijken door de gevelsteen aan te brengen waar het pand zijn naam aan dankt. De gevelsteen toont een span paarden met een wagen waarin meerdere heren zitten. Onder de voorstelling staat de tekst in de Frahchtwage. Naast deze gevelsteen zijn er nog twee in de gevel aangebracht: een met een roskam en een met een vrouw met kazen.
Naast een van de gevelstenen is ook het deurkalf gedateerd. De gehele pui is van hout en in het daarboven gelegen stenen fries zijn de drie gevelstenen aangebracht. Een hiervan is gedateerd: 1612. De top van de gevel is verwijderd, mogelijk wegens bouwvalligheid. Het was een trapgevel die vermoedelijk in de 19e eeuw is omgevormd tot een lijstgevel.
Het gebouw is meermalen gerestaureerd. Rond 1895 is Gerrit Tros eigenaar van het pand, hij is sleper (vrachtvervoerder) van beroep. Zijn nazaten bleven tot 1967 kantoor houden in De Frachtwage. In 1917 werden er kleinere herstelwerkzaamheden uitgevoerd door de gemeente Hoorn, die het pand het jaar ervoor had aangekocht. In 1947 werd besloten om een replica te maken van de trapgevel. Bij de restauratie, die pas in 1958-1960 plaatsvond, werd het plan echter niet uitgevoerd. Tot 1957 stond achter het pand de (mogelijk) bijbehorende paardenstal. Een jaar later werd een nieuwe restauratieronde aangevangen en ook hierbij werd de trapgevel niet teruggebracht. De grootste restauratie vond in 1960 plaats. In 1987 verkreeg de Vereniging Hendrick de Keyser het pand.

## Interieur
Zowel op de begane grond als op de verdieping is het pand voorzien van een houten skelet. Een groot deel van het interieur is bewaard gebleven. Het woongedeelte van het pand bevindt zich op de begane grond, een berging bevindt zich op de verdieping. Doordat de begane grond relatief hoog is, is er een insteek aangebracht. Deze insteek- of hangkamer voorzag in een toegang naar de pakverdieping. Aan de voorzijde op de begane grond is een zijkamer gebouwd met een eigen zoldertje dat toegankelijk is via een steektrap aan de achterzijde van het voorhuis. Via deze zolder was de verdieping toegankelijk.
Aan de achterzijde van het pand bevinden zich een kelder-keuken en een de insteek. Deze ruimtes zijn van het voorhuis gescheiden door een binnenpui. Ook een originele, 18e-eeuwse, bedstedewand bevindt zich nog aan deze zijde van het pand. De twee kamers aan de achterzijde hadden elk een eigen stookplaats.
De indeling van het interieur is, op details na, gelijk aan die van de Bossuhuizen.